# Vésicule (biologie)
Pour les articles homonymes, voir vésicule.

Schéma d'une vésicule simple (liposome).

En biologie cellulaire, une vésicule cytoplasmique est un organite relativement petit, séparé du cytosol par au moins une bicouche lipidique (similaire à la membrane cytoplasmique). Elle fait partie du cytoplasme, et circule dans le cytosol où elle peut stocker, transporter ou encore digérer des produits et des déchets cellulaires.
Les vésicules cytoplasmiques constituent un outil basique permettant à la cellule de gérer son métabolisme. Elles sont utilisées dans un but digestif, en tant que vaisseaux de transport, en tant que réservoirs d'enzymes et en tant que chambres de réaction chimique. Beaucoup sont formées dans l'appareil de Golgi, dans le réticulum endoplasmique ou bien à partir de la membrane cytoplasmique.

## Quelques types de vésicules
- Vésicules de transport : elles déplacent des molécules à l'intérieur de la cellule.
- Vésicules synaptiques : présentes dans les terminaux pré-synaptiques des neurones, elles stockent des neurotransmetteurs.
- Lysosomes (vésicules digestives reliées à une membrane) : elles digèrent des macromolécules en les cassant en petites molécules.
- Granules denses : elles contiennent des hormones ou des neuropeptides destinés à être sécrétés.